# 馬里蘭鏢鱸
馬里蘭鏢鱸為輻鰭魚綱鱸形目鱸亞目河鱸科的一个種，分布於美國馬里蘭州的Susquehanna河下游流域，體長可達8.4公分，棲息在流速快的岩石水溪流，已滅絕。